# Sébastien Siani
Sébastien Siani (* 21. Dezember 1986 in Douala) ist ein kamerunisch-belgischer Fußballspieler.

## Karriere

### Verein
Sianis Karriere begann mit dem Vereinsfußball bei der Kadji Sports Academy und in der Nachwuchsabteilung von Union Douala. 2005 wechselte dann in die Jugend des RSC Anderlecht. Hier wurde er 2005 in den Profikader integriert und absolvierte in seiner ersten Saison drei Ligapartien. Im Januar 2007 wurde er für ein halbes Jahr an den SV Zulte Waregem ausgeliehen. Zur Saison 2007/08 wurde er für ein Jahr an Royale Union Saint-Gilloise verliehen. Von Juli 2008 bis Juli 2010 folgte wieder eine Ausleihe, diesmal ging er zu VV St. Truiden. Nach dieser Leihe spielte er bis Januar 2011 beim RSC Anderlecht. Danach lief er bis Juli 2011 für den FC Brüssel auf und wechselte im Anschluss fest zu dem Verein. Hier stand er bis Januar 2013 unter Vertrag und war dann anschließend einen Monat vereinslos. Ab Februar 2013 spielt er nun bei KV Ostende. Dort blieb er bis zum Sommer 2017 und ging dann für sechs Monate zu Royal Antwerpen.
Im Januar 2018 wechselte Siani weiter zum al-Jazira Club in die UAE Arabian Gulf League. Zwei Jahre später nahm ihn dann Ligakonkurrent Adschman Club unter Vertrag.

### Nationalmannschaft
Der erste Einsatz für die Kamerunische Fußballnationalmannschaft folgte am 11. Oktober 2015 im Testspiel gegen die Nigerianische Fußballnationalmannschaft. Das erste Tor gelang ihm im Qualifikationsspiel zur Fußball-Afrikameisterschaft 2017 gegen die Südafrikanische Fußballnationalmannschaft. Mit der Nationalmannschaft konnte er bei der Fußball-Afrikameisterschaft 2017 den Titel gewinnen. Zudem nahm er auch am FIFA-Konföderationen-Pokal 2017 in Russland teil. Bis zum 27. Mai 2018 absolvierte er insgesamt 27 Partien, in denen er zwei Mal traf.

## Erfolge

### Verein
- Belgischer Meister: 2006

### Nationalmannschaft
- Afrikameister: 2017